# Lyncodontini
Ictonychinae – plemię ssaków z podrodziny Ictonychinae w obrębie rodziny rodziny łasicowatych (Mustelidae).

## Rozmieszczenie geograficzne
Plemię obejmuje gatunki występujące w Ameryce.

## Podział systematyczny
Do plemienia należą następujące występujące współcześnie rodzaje:
- Galictis Bell, 1826 – grizon
- Lyncodon P. Gervais, 1845 – grizonek – jedynym żyjącym współcześnie przedstawicielem jest Lyncodon patagonicus (de Blainville, 1842) – grizonek patagoński

Opisano również rodzaje wymarłe:
- Cernictis Hall, 1935[10]
- Enhydrictis Forsyth Major, 1902[11]
- Lutravus Furlong, 1932[12] – jedynym przedstawicielem był Lutravus halli Furlong, 1932
- Martellictis Bartolini Lucenti, 2018[13] – jedynym przedstawicielem był Martellictis ardea (P. Gervais, 1852)
- Mustelercta De Gregorio, 1925[14] – jedynym przedstawicielem był Mustelercta arzilla (De Gregorio, 1886)
- Oriensictis Ogino & Otsuka, 2008[15]
- Pannonictis Kormos, 1931[16]
- Sminthosinis Bjork, 1970[17] – jedynym przedstawicielem był Sminthosinis bowleri Bjork, 1970
- Stipanicicia Reig, 1956[3] – jedynym przedstawicielem był Stipanicicia pettorutii Reig, 1956
- Trigonictis Hibbard, 1941[18]